# Cutomu Sonobe
Cutomu Sonobe (japonsko 園部 勉), japonski nogometaš, 29. marec 1958.
Za japonsko reprezentanco je odigral 7 uradnih tekem.